# Atur
Atur – miejscowość i dawna gmina we Francji, w regionie Nowa Akwitania, w departamencie Dordogne. W dniu 1 stycznia 2016 roku z połączenia trzech ówczesnych gmin – Atur, Boulazac oraz Saint-Laurent-sur-Manoire – utworzono nową gminę Boulazac Isle Manoire. W 2013 roku populacja Atur wynosiła 1945 mieszkańców. 